# David Kustoff

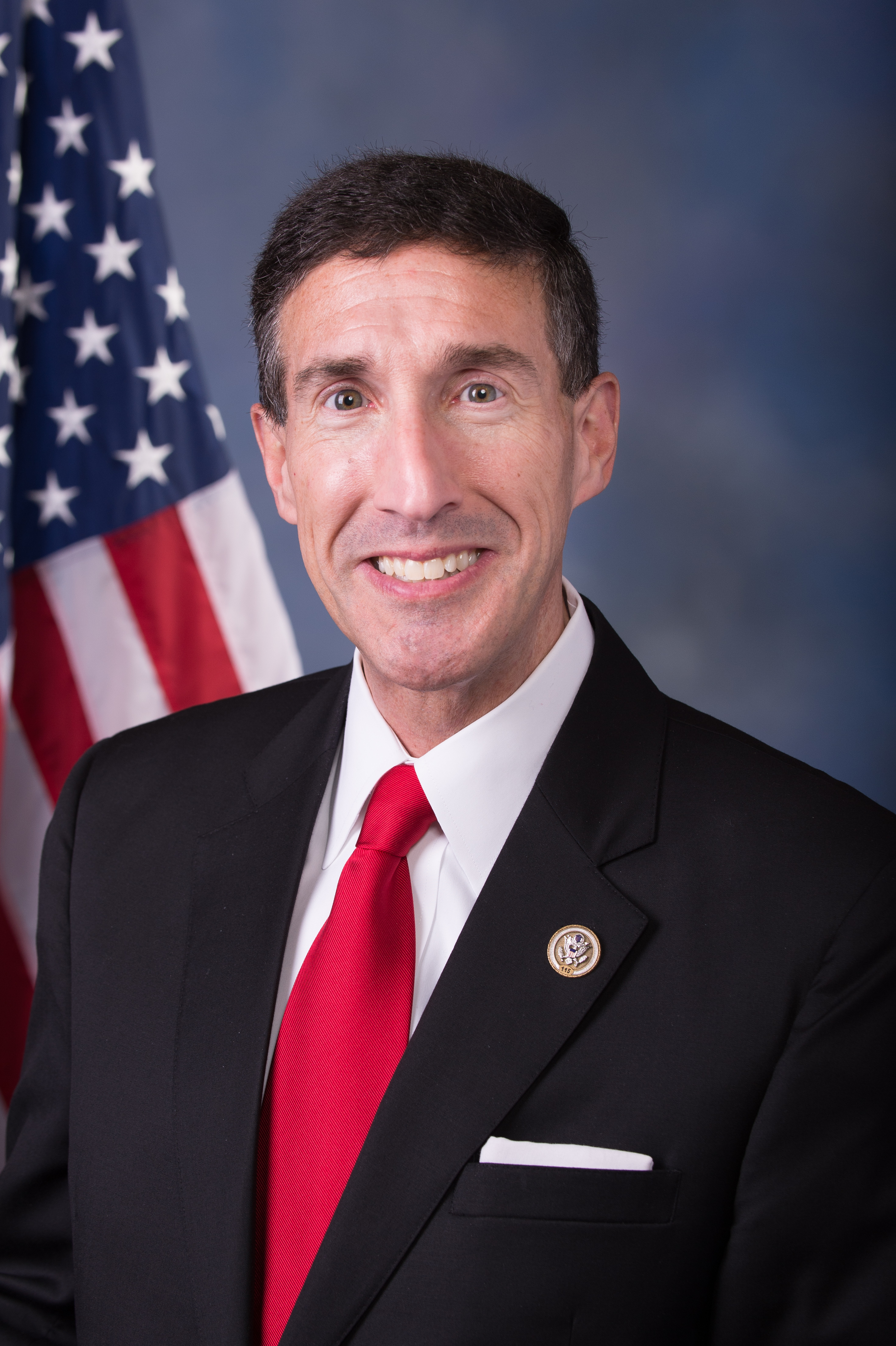
David Kustoff (2017)

David Frank Kustoff (* 8. Oktober 1966 in Memphis, Tennessee) ist ein US-amerikanischer Politiker. Seit dem 3. Januar 2017 vertritt er den Bundesstaat Tennessee im US-Repräsentantenhaus.

## Werdegang
Im Jahr 1985 absolvierte David Kustoff die White Station High School in Memphis. Danach studierte er bis 1989 an der University of Memphis Betriebswirtschaftslehre. Nach einem anschließenden Jurastudium an der Cecil C. Humphreys School of Law, ebenfalls in Memphis, und seiner 1992 erfolgten Zulassung als Rechtsanwalt begann er, in diesem Beruf zu arbeiten. 1998 gründete er die Kanzlei Kustoff Law Firm, Private LLC. Bis heute ist er als Anwalt tätig. Zwischenzeitlich war er in den Jahren 2006 bis 2008 Bundesstaatsanwalt für den westlichen Teil des Staates Tennessee.

## Politik
Politisch schloss er sich der Republikanischen Partei an. In den 1990er Jahren war er deren Parteivorsitzender im Shelby County. In den Jahren 2000 und 2004 leitete er das Wahlkampfteam seiner Heimat für den erfolgreichen republikanischen Präsidentschaftskandidaten George W. Bush. Die gleiche Funktion übte er auch für Lamar Alexander aus, der 2002 erfolgreich für den US-Senat kandidierte.
Im Jahr 2002 bewarb er sich erstmals um einen Sitz im Kongress. Dabei scheiterte er jedoch in den Vorwahlen seiner Partei. Bei den Kongresswahlen des Jahres 2016 wurde Kustoff im achten Wahlbezirk von Tennessee mit 68,8 % gegen den Demokraten Rickey Hobson in das US-Repräsentantenhaus in Washington, D.C. gewählt, wo er am 3. Januar 2017 die Nachfolge von Stephen Fincher antrat, der 2016 nicht mehr kandidiert hatte.
Er wurde bei der Kongresswahl 2018 gegen die Demokratin Erika Pearson und den Unabhängigen James Hart mit 67,7 % wiedergewählt. Bei der folgenden Wahl 2020 setzte er sich mit 68,5 % gegen die Demokratin Erika Stotts Pearson durch. Bei der Wahl 2022 zum 118. Kongress erhielt Kustoff 74 % der Stimmen und schlug dabei die Demokratin Lynnette Williams sowie zwei unabhängige Kandidaten. Wahlen zum Repräsentantenhaus der Vereinigten Staaten 2024 gewann er mit 72,3 % gegen die Demokratin Sarah Freeman.
Kustoffs fünfte und aktuelle Legislaturperiode im  Repräsentantenhaus des 119. Kongresses läuft noch bis zum 3. Januar 2027.

### Positionen
David Kustoff gehörte zu den Mitgliedern des Repräsentantenhauses, die bei der Auszählung der Wahlmännerstimmen bei der Präsidentschaftswahl 2020 für die Anfechtung des Wahlergebnis stimmten. Präsident Trump hatte wiederholt propagiert, dass es umfangreichen Wahlbetrug gegeben hätte, so dass er sich als Sieger der Wahl sah. Für diese Behauptungen wurden keinerlei glaubhafte Beweise eingebracht. Der Supreme Court wies eine entsprechende Klage mit großer Mehrheit ab, wobei sich auch alle drei von Trump nominierten Richter gegen die Klage stellten.